# Nocardia
Nocardia is een geslacht van bacteriën. Het is een gram-positieve, aerobe zuurvaste staaf behorende tot de groep van de staafvormige bacteriën. Het is een pathogene (ziekmakende) bacterie met een lage virulentie, die opportunistisch optreedt met onder andere de ziekte nocardiose tot gevolg.

## Voorkomen
De Nocardia-bacteriën zijn een familie van schimmelachtige bacteriën, die wereldwijd voorkomen in (humusrijke) grond (rijk is aan organisch materiaal).

## Soorten
De bekendste variant is Nocardia asteroides. Daarnaast bestaat er ook een tropische variant van de bacterie, Nocardia brasiliensis genaamd.

## Besmetting
De wijze van besmetting gebeurt in een meerderheid van de gevallen (80%) door een invasieve longbesmetting door middel van inademing via de luchtwegen en in een kleine minderheid van de gevallen (20%) door cellulitis. In dit geval is er sprake van een verwonding die besmet raakt met voorgenoemde bacterie, zoals bij het prikken aan een doorn.

## Ziektes
- Nocardiose, een ernstige systemische en opportunistische infectie die zich veelal manifesteert door een pneumonie die zich vervolgens uitbreidt naar de pleuraholte. De ziekte wordt veroorzaakt door de species Nocardia asteroides.
- Mycetoma, een tropische ziekte veroorzaakt door de species Nocardia brasiliensis.[4]